# Arimatea
Arimatea fue, según el Evangelio de Lucas, una población de Judea (Lc 23:50) de la que procedía José de Arimatea, personaje que aparece en los cuatro evangelios como propietario del sepulcro donde fue depositado el cadáver de Jesús tras su crucifixión. No se sabe con certeza dónde estaba situada Arimatea ni a qué ciudad actual se corresponde. Se ha especulado con que sea la misma población que la Ramá citada en el Libro de Josué (Josué 18:25, perteneciente a la tribu de Benjamín) o la Ramataim del Primer Libro de Samuel (1Samuel 1:1, perteneciente a la tribu de Efraím y cuna de Samuel).